# Oval (gruppo musicale)
Oval è un gruppo musicale tedesco di musica elettronica. Sono considerati pionieri del genere glitch music.

## Storia del gruppo
Originariamente costituito da Markus Popp, Sebastian Oschatz e Frank Metzger, il progetto pubblicò nel 1993 l'album d'esordio Wohnton, opera che unisce sonorità techno e pop. Dopo aver pubblicato Systemisch, uscito durante l'anno seguente e caratterizzato da sonorità più rarefatte, gli Oval realizzarono nel 1995 94diskont., album considerato una pietra miliare dello stile glitch music. Durante la propria carriera Popp rimase l'unico membro permanente.
Il gruppo ha collaborato con numerosi musicisti includenti Björk, Ryūichi Sakamoto, e Gastr Del Sol mentre Popp è stato membro di due "progetto parallelo": i So e i Microstoria. Il loro 94 Diskont (1995) è annoverato fra i migliori album ambient di sempre, secondo Pitchfork.

## Stile musicale
Ispirata a musicisti d'avanguardia quali Satie, Antheil e Cage e allo stile process generated, la musica degli Oval è caratterizzata da melodie rarefatte, campionamenti sconosciuti (spesso tratti da dischi rovinati) e pattern ritmici "frammentati".

## Discografia
- Wohnton (Ata Tak/1993)
- Systemisch (Mille Plateaux/1994)
- 94 Diskont (Mille Plateaux/1995)
- Dok (Thrill Jockey/1998)
- Szenariodisk (Thrill Jockey/1999)
- Ovalprocess (Form and Function/2000)
- Pre/Commers (Thrill Jockey/2001)
- Ovalcommers (Form and Function/2001)
- Oh (Thrill Jockey/2010)
- O (Thrill Jockey/2010)
- OvalDNA (Shitkatapult/2011)
- Calidostópia! (Goethe Institute/2013)